# Johannes Beck
Johannes Beck SJ (1 de novembro de 1922 – 9 de maio de 2020) foi um jesuíta e eticista social alemão. 

## Biografia
Beck ingressou na ordem dos jesuítas em 1948. Após o treinamento teológico que ele recebeu, em 31 de julho de 1956, foi ordenado na Igreja de São Miguel, em Munique. 
Esteve particularmente envolvido na pastoral dos trabalhadores e das empresas e fez campanha pela justiça social e pela doutrina social católica, em particular pelo princípio da solidariedade em grandes empresas industriais. Entre outras coisas, serviu por muitas décadas como consultor espiritual do Movimento dos Trabalhadores Católicos (KAB). Como sucessor de Franz Prinz SJ, chefiou o Werkgemeinschaft Christischer Arbeiter em Munique. De 1979 a 1991, Beck foi diretor do “Seminário Social” da Münchner Bildungswerk e após sua aposentadoria de 1991 a 2012, envolveu-se no ensino.
Morou na comunidade jesuíta Pedro Arrupe, no asilo St. Katharina Labouré, em Unterhaching, perto de Munique. Morreu em 9 de maio de 2020, aos 97 anos, em Unterhaching, como resultado da COVID-19.